# コミミズク (昆虫)
コミミズク Ledropsis discolor はカメムシ目ヨコバイ亜目の昆虫の1つ。頭部が前に長く幅広く突き出している。

## 特徴
全体に暗褐色から黒褐色の昆虫。体長は雄で9mm前後、雌で12～13mm。頭部は長く前方に突き出しており、やや竹篦に似た形で先端は尖っていない。この部分は雄では長さと幅が同じくらい、雌では幅より長さが遙かに大きく突き出している。その背面の正中線上には明るい色の筋模様が出ることが多く、また表面は粗くて顆粒状の凹凸がある。複眼は頭部の基部近くにあって小さくて黒褐色をしており、単眼は暗い色となっている。前胸背は後方が盛り上がっており、後部側面の角は鈍角である。小楯板は色が暗く、そこに淡い3つの斑紋があるがはっきり見て取れる場合もほとんど認められない場合もある。鞘翅は長く、淡褐色を帯びた半透明で所々に不規則に暗褐色の斑紋があり、翅脈は褐色だが濃淡のまだらがあり、末端近くでは網目状になっている。腹部の下面は、雄では前半が黒くて頭部下面の中央にはっきりした黄白色の条紋があり、腹部は淡褐色。雌では多くの場合に全体に黄褐色で頭部の端だけが黒くなっている。歩脚は黄褐色で勁節の表面には茶褐色の顆粒状の突起が散らばり、また後脚勁節は近縁の他種に見られるように扁平にはならない。

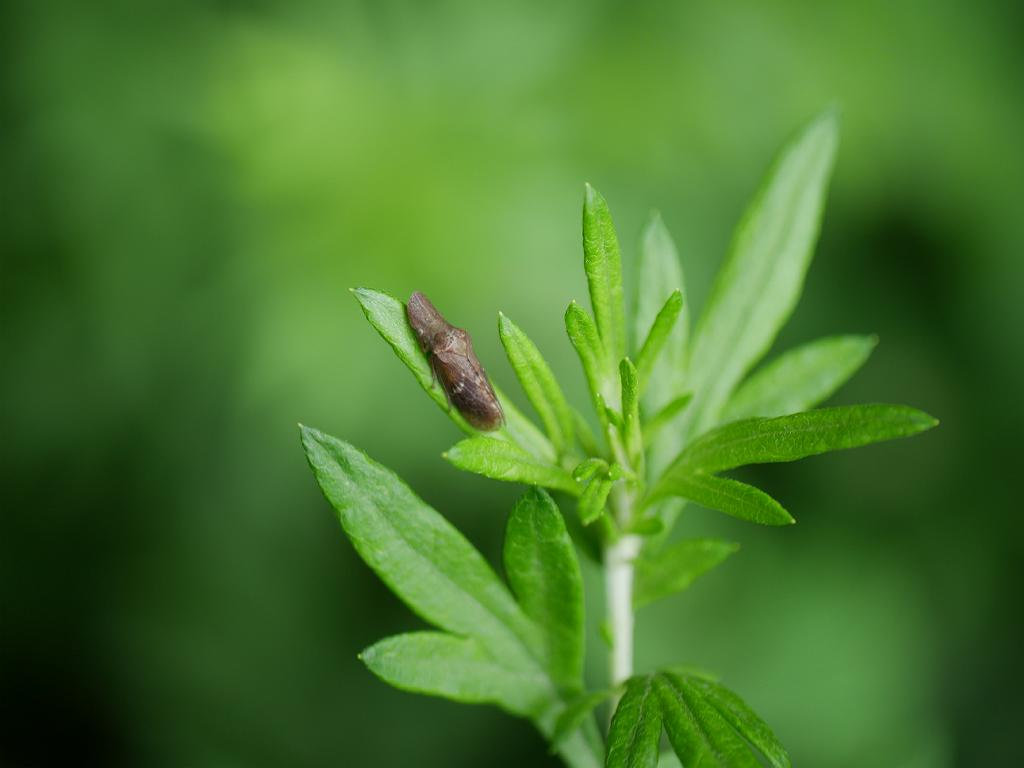
ヨモギの葉先に止まっている様子

## 分布
本州、四国、九州に分布する。

## 習性など
平地から山地に見られ、アラカシ、クヌギ、コナラなどのブナ科植物に寄生する。越冬は終齢幼虫で行い、幼虫は木の枝の上で冬を越し、4月下旬頃より成虫が見られる。

## 分類、類似種など
少々奇妙な名であるが、本種のように全体に扁平で頭部がヘラ状に幅広く前に突き出したものにミミズク Ledra auditura があり、本種はこれに似て小さい、との意味と思われる。ミミズクの場合、前胸背の背面に1対の耳状の突起があり、これが名の由来かと思われるが、本種にはそれに類するものはなく、本種だけを見るとどうしてこんな名がついたのかと不思議に見える。ちなみにこの両種は以前にはミミズク科 Ledridae に含めていたが、現在ではヨコバイ科に亜科の形でおさまっている。
本種に似たものとしてはホシコミミズク L. wakabae があるが、頭部の突き出した部分が幅広くて、その両側が反り返ることから区別がつく。